# Birnhorn
Birnhorn je nejvyšší vrchol vápencového pohoří Steinberge, které se rozprostírá v rakouské spolkové zemi
Salcbursko a patří do skupiny Severních vápencových Alp. Vrchol je vysoký 2634 m n. m. a leží v
části tohoto pohoří nazvané Leoganger Steinberge. Vrchol je charakteristický svou téměř 1400 metrů vysokou jižní
stěnou, která patří k nejvyšším stěnám Východních Alp. V této stěně se také nachází spousta lezeckých cest.

## Historie
První úspěšný výstup na tento vrchol podnikl salcburský profesor Karl Thurwieser v roce 1831.

## Výstup
Na vrchol je možné se dostat několika cestami:[zdroj?]
- Z jižní strany z obce Leogang vede od lesního parkoviště značená cesta č. 623 do sedla Mittagsscharte (2033 m n. m.). Pod sedlem Mittagsscharte se nachází několik nepříjemných míst vysekaných ve skále, zajištěných ocelovým lanem. Těsně nad sedlem Mittagsscharte se nachází chata Passauer Hütte (2051 m n. m.). Odtud cesta pokračuje nejdříve sutí, posléze strmou východní stěnou do sedla Kuchelnieder (2434 m n. m.). V nástupu do této stěny je několik jednoduchých zajištěných míst. Následně se pokračuje po místy exponovaných skalních policích severozápadní stěnou až na samotný vrchol. Pozor! V brzkém létě může ležet na skalních policích starý sníh a led, což značně znepříjemňuje výstup. Nutností je naprosto jistá chůze a odolnost závratím.

- Další možností je výstup přes skalní okno Melkerloch a lehké zajištěné cestě Hofersteig. Začátek cesty je totožný s první možností, až od chaty Passauer Hütte se vystoupí po cestě č. 620 ke skalnímu oknu Melkerloch a následně se po cestě Hofersteig v horní části jižní stěny Birnhornu vystoupí na samotný vrchol. I na této cestě je nutností naprosto jistá chůze a odolnost závratím.

- Další možností je cesta ze severní strany z parkoviště v malé obci Diesbach. Po jednoduché značené cestě č.621 se vystoupí na chatu Passauer Hütte a odtud některou z výše uvedených cest až na vrchol.

- U všech výše uvedených možností je nutné počítat se značným převýšením (cca 2 km!) a je proto vhodné cestu rozdělit na více dnů a přespat na chatě Passauer Hütte.